# イワクラと吉住の番組
『イワクラと吉住の番組』（イワクラとよしずみのばんぐみ）は、2022年4月6日から2024年9月18日までテレビ朝日で放送されていたバラエティ番組。イワクラ（蛙亭）と吉住の冠番組。

## 概要
この番組は、イワクラと吉住が現代社会の“心が疲れきった大人たち”に寄り添いつつ思いのままに語り合うトークバラエティー。
2022年4月6日（5日深夜）に『バラバラ大作戦』火曜第2部の番組として放送を開始した。
2023年8月、『バラバラ大作戦』の18番組の中でいちばん面白い番組をテレビ朝日スタッフによる社内投票で決める「第6回バラバラ大選挙」（投票期間は同年6月23日 - 7月7日）でグランプリを獲得したことが発表された。グランプリ獲得のご褒美特番として『イワクラと吉住の番組 昇格SP』が同年9月15日 23:15 - 翌0:15 に放送された。
2023年10月4日（3日深夜）からは『スーパーバラバラ大作戦』の火曜第3部（水曜 0:15 - 0:45（火曜深夜））枠で放送を開始した。
2024年9月18日（17日深夜）をもって放送を終了した。

## 出演者
- イワクラ（蛙亭）
- 吉住

## ゲストと放送内容

### バラバラ大作戦時代
| 回数   | 放送日   | ゲスト                                                  | 放送内容 寄り添う対象／〈他〉                          | 脚注                        |
| ------ | -------- | ------------------------------------------------------- | ------------------------------------------------------ | --------------------------- |
| EP1    | 4月6日   |                                                         | 街行く人の悩みや秘密                                   | [ 15 ] [ 16 ]               |
| EP2    | 4月13日  |                                                         | 街行く人の悩みや秘密                                   | [ 17 ] [ 18 ]               |
| EP3    | 4月20日  |                                                         | 視聴者の悩みや秘密 イワクラの幸せ時間                  | [ 19 ] [ 20 ]               |
| EP4    | 4月27日  | - 飯塚悟志（東京03）                                    | コント                                                 | [ 21 ] [ 22 ]               |
| EP5    | 5月4日   | - 飯塚悟志（東京03）                                    | コント                                                 | [ 23 ] [ 24 ]               |
| EP6    | 5月11日  |                                                         | カヌレ                                                 | [ 25 ] [ 26 ]               |
| EP7    | 5月18日  |                                                         | 視聴者の悩み 大好きなおっぱい                          | [ 27 ] [ 28 ]               |
| EP8    | 5月25日  | - 小木博明（おぎやはぎ）                                | 小木の生き方                                           | [ 29 ] [ 30 ]               |
| EP9    | 6月1日   | - 小木博明（おぎやはぎ）                                | 小木の生き方                                           | [ 31 ] [ 32 ]               |
| EP10   | 6月8日   |                                                         | 街行く人の悩みや秘密 視聴者の悩みや秘密                | [ 33 ] [ 34 ]               |
| EP11   | 6月15日  |                                                         | ご飯のお供                                             | [ 35 ] [ 36 ]               |
| EP12   | 6月29日  |                                                         | イワクラの推し                                         | [ 37 ] [ 38 ]               |
| EP13   | 7月6日   |                                                         | イワクラの推し                                         | [ 39 ] [ 40 ]               |
| EP14   | 7月13日  | - 大久保佳代子（オアシズ）                              | 女芸人の生き方                                         | [ 41 ] [ 42 ]               |
| EP15   | 7月20日  | - 大久保佳代子（オアシズ）                              | 女芸人の生き方                                         | [ 43 ] [ 44 ]               |
| EP16   | 7月27日  |                                                         | イマドキ水着                                           | [ 45 ] [ 46 ]               |
| EP17   | 8月3日   |                                                         | 街行く人の悩みや秘密                                   | [ 47 ] [ 48 ]               |
| EP18   | 8月10日  |                                                         | 〈緊急、近況報告会〉・イワクラの熱愛                   | [ 49 ] [ 50 ]               |
| EP19   | 8月17日  |                                                         | 〈緊急、近況報告会〉・イワクラの熱愛                   | [ 51 ] [ 52 ] [ 53 ]        |
| EP20   | 8月24日  | - バカリズム                                            | バカリズムの脳内                                       | [ 54 ] [ 55 ]               |
| EP21   | 8月31日  | - バカリズム                                            | バカリズムの脳内                                       | [ 56 ] [ 57 ]               |
| EP22   | 9月7日   |                                                         | 吉住の推し                                             | [ 58 ] [ 59 ]               |
| EP23   | 9月14日  |                                                         | 吉住の推し                                             | [ 60 ] [ 61 ]               |
| EP24   | 9月21日  | - 堂前透（ロングコートダディ） - 林田洋平（ザ・マミィ） | カワイイ                                               | [ 62 ] [ 63 ]               |
| EP25   | 9月28日  | - 堂前透（ロングコートダディ） - 林田洋平（ザ・マミィ） | カワイイ                                               | [ 64 ] [ 65 ]               |
| EP26   | 10月5日  | - 佐藤千亜妃                                            | 視聴者の悩みや秘密                                     | [ 66 ] [ 67 ] [ 68 ] [ 69 ] |
| EP27   | 10月12日 | - 荒川（エルフ） - ガク（真空ジェシカ）                 | 〈イワクラと吉住の友達〉                               | [ 70 ] [ 71 ]               |
| EP28   | 10月19日 | - 荒川（エルフ） - ガク（真空ジェシカ）                 | 〈イワクラと吉住の友達〉                               | [ 72 ] [ 73 ]               |
| EP29   | 10月26日 | - 葵つかさ                                              | 知られざるAVの世界                                     | [ 74 ] [ 75 ] [ 76 ]        |
| EP30   | 11月2日  | - 葵つかさ                                              | 知られざるAVの世界                                     | [ 75 ] [ 77 ]               |
| EP31   | 11月9日  | - 石橋遼大（四千頭身）                                  | 石橋の推し                                             | [ 78 ] [ 79 ] [ 80 ]        |
| 特別編 | 11月13日 |                                                         | 吉住の家具探し                                         | [ 81 ] [ 82 ] [ 83 ]        |
| EP32   | 11月16日 | - 石橋遼大（四千頭身）                                  | 石橋の推し                                             | [ 79 ] [ 84 ] [ 85 ] [ 86 ] |
| EP33   | 12月7日  | - 浦井のりひろ（男性ブランコ） - きょん（コットン）     | 〈イワクラと吉住のクリスマス・スイーツXmasパーティー〉 | [ 87 ] [ 88 ]               |
| EP34   | 12月21日 | - 浦井のりひろ（男性ブランコ） - きょん（コットン）     | 〈イワクラと吉住のクリスマス・スイーツXmasパーティー〉 | [ 89 ] [ 90 ]               |

| 回数   | 放送日  | ゲスト | 放送内容 寄り添う対象／〈他〉                                                  | 脚注                            |
| ------ | ------- | --- | ------------------------------------------------------------------------------ | ------------------------------- |
| 特別編 | 1月2日  | | イワクラと吉住の2022年                                                         | [ 91 ] [ 92 ] [ 93 ]            |
| EP35   | 1月11日 | - 光永 | ファッションの悩み                                                             | [ 94 ] [ 95 ] [ 96 ]            |
| EP36   | 1月18日 | - 光永 | ファッションの悩み                                                             | [ 95 ] [ 97 ] [ 98 ]            |
| EP37   | 1月25日 | - 久保ミツロウ - 能町みね子                                                                                            | テレビ業界のギモン                                                             | [ 99 ] [ 100 ] [ 101 ]          |
| EP38   | 2月1日  | - 久保ミツロウ - 能町みね子                                                                                            | テレビ業界のギモン                                                             | [ 100 ] [ 102 ] [ 103 ]         |
| EP39   | 2月8日  | - 小籔千豊 | 街の小さな怒り                                                                 | [ 104 ] [ 105 ]                 |
| 特別編 | 2月11日 | - 久保ミツロウ - 能町みね子                                                                                            | 〈未公開トーク・イワクラ吉住久保みねヒャダ〉                                   | [ 106 ] [ 107 ]                 |
| EP40   | 2月15日 | - 小籔千豊 | 街の小さな怒りや悩み                                                           | [ 108 ] [ 109 ]                 |
| EP41   | 2月22日 | - せいや（霜降り明星） - 浦井のりひろ（男性ブランコ）                                                                  | 睡眠の悩み                                                                     | [ 110 ] [ 111 ]                 |
| EP42   | 3月1日  | - せいや（霜降り明星） - 浦井のりひろ（男性ブランコ）                                                                  | 睡眠の悩み                                                                     | [ 112 ] [ 113 ]                 |
| EP43   | 3月8日  | - 田辺智加（ぼる塾） - 尾崎匠海（INI） - せいや（霜降り明星）                                                          | 〈ホワイトデーを救いたい〉                                                     | [ 114 ] [ 115 ] [ 116 ]         |
| EP44   | 3月15日 | - 田辺智加（ぼる塾） - 尾崎匠海（INI） - せいや（霜降り明星）                                                          | 〈ホワイトデーを救いたい〉                                                     | [ 117 ] [ 118 ]                 |
| EP45   | 3月22日 | - 堂前透（ロングコートダディ） - 小籔千豊 - 秋山寛貴（ハナコ）                                                         | カワイイ                                                                       | [ 119 ] [ 120 ]                 |
| EP46   | 3月29日 | - 堂前透（ロングコートダディ） - 小籔千豊 - 秋山寛貴（ハナコ）                                                         | カワイイ                                                                       | [ 121 ] [ 122 ]                 |
| EP47   | 4月5日  | - 長谷川忍（シソンヌ） - 田村保乃（櫻坂46） - 続木順平（編集者）                                                       | 〈もしも私が本を出すなら…妄想自叙伝〉                                          | [ 2 ] [ 123 ] [ 124 ]           |
| EP48   | 4月12日 | - 長谷川忍（シソンヌ） - 田村保乃（櫻坂46） - 続木順平（編集者）                                                       | 〈もしも私が本を出すなら…妄想自叙伝〉                                          | [ 125 ] [ 126 ]                 |
| EP49   | 4月19日 | - 堂前透（ロングコートダディ） - 片寄涼太（GENERATIONS from EXILE TRIBE）                                              | 〈今できる！MAX手料理〉                                                        | [ 127 ] [ 128 ]                 |
| EP50   | 4月26日 | - 荒川（エルフ） - 福田もか。                                                                                          | 勝負下着                                                                       | [ 129 ] [ 130 ]                 |
| EP51   | 5月3日  | - 荒川（エルフ） - 福田もか。                                                                                          | 勝負下着                                                                       | [ 131 ] [ 132 ]                 |
| EP52   | 5月10日 | - つばさ舞 - 小籔千豊                                                                                                  | 〈AV女優だと弟にカミングアウト〉                                               | [ 133 ] [ 134 ]                 |
| EP53   | 5月17日 | - あいなぷぅ（パーパー） - 伊織もえ                                                                                    | 〈イワクラ宅で女子会・恋愛マンガで吉住をキュン〉                               | [ 135 ] [ 136 ]                 |
| EP54   | 5月24日 | - 向井慧（パンサー）                                                                                                   | 〈イワクラと吉住のお家・楽しい？向井流ボウリング〉                             | [ 137 ] [ 138 ]                 |
| EP55   | 5月31日 | - 加納（Aマッソ） | 〈同世代女性芸人3人がトーク〉                                                  | [ 139 ] [ 140 ]                 |
| EP56   | 6月7日  | - 加納（Aマッソ） | 〈同世代女性芸人3人がトーク〉                                                  | [ 141 ] [ 142 ]                 |
| EP57   | 6月14日 | - 森本晋太郎（トンツカタン）                                                                                           | 〈拝啓、中の人〉                                                               | [ 143 ] [ 144 ]                 |
| EP58   | 6月21日 | - 森本晋太郎（トンツカタン）                                                                                           | 〈拝啓、中の人〉                                                               | [ 145 ] [ 146 ]                 |
| EP59   | 6月28日 | - 貫地谷しほり | 〈イワクラと吉住のお家・貫地谷しほりがやってきた〉                             | [ 147 ] [ 148 ]                 |
| EP60   | 7月5日  | - 熊元プロレス（紅しょうが）                                                                                           | 〈イワクラと吉住のおでかけ・ホストクラブ初体験〉                               | [ 149 ] [ 150 ]                 |
| EP61   | 7月12日 | - 熊元プロレス（紅しょうが）                                                                                           | 〈イワクラと吉住のおでかけ・ホストクラブ初体験〉                               | [ 151 ] [ 152 ]                 |
| EP62   | 7月19日 | - 信子（ぱーてぃーちゃん） - 金子きょんちぃ（ぱーてぃーちゃん）                                                        | 〈あの忙しいお店で働く人ってどんな人？・歌舞伎町の忙しいお店で働く店長に密着〉 | [ 153 ] [ 154 ]                 |
| EP63   | 7月26日 | - 森本晋太郎（トンツカタン）                                                                                           | 〈拝啓、中の人〉                                                               | [ 155 ] [ 156 ]                 |
| EP64   | 8月2日  | - 森本晋太郎（トンツカタン）                                                                                           | 〈拝啓、中の人〉                                                               | [ 157 ] [ 158 ]                 |
| EP65   | 8月9日  | - ヒコロヒー | 〈刺身を食べながら相関図を作ろう〉                                             | [ 159 ] [ 160 ]                 |
| EP66   | 8月16日 | - ヒコロヒー | 〈刺身を食べながら相関図を作ろう〉                                             | [ 161 ] [ 162 ]                 |
| EP67   | 8月23日 | - 石橋遼大（四千頭身） - NMB48                                                                                         | 〈NMB48コラボステージ・番組初の公開収録〉                                      | [ 164 ] [ 165 ]                 |
| EP68   | 8月30日 | - すがちゃん最高No.1（ぱーてぃーちゃん） - 金子きょんちぃ（ぱーてぃーちゃん） - 小森隼（GENERATIONS from EXILE TRIBE） | きょんちぃの推し                                                               | [ 166 ] [ 167 ] [ 168 ]         |
| EP69   | 9月6日  | - すがちゃん最高No.1（ぱーてぃーちゃん） - 金子きょんちぃ（ぱーてぃーちゃん） - 小森隼（GENERATIONS from EXILE TRIBE） | きょんちぃの推し                                                               | [ 169 ] [ 170 ] [ 171 ] [ 172 ] |
| EP69   | 9月6日  | - WOLF HOWL HARMONY from EXILE TRIBE - KID PHENOMENON from EXILE TRIBE - THE JET BOY BANGERZ from EXILE TRIBE          | きょんちぃの推し                                                               | [ 169 ] [ 170 ] [ 171 ] [ 172 ] |
| EP70   | 9月13日 | - 熊元プロレス（紅しょうが） - あいなぷぅ（パーパー）                                                                  | 〈女の数々の疑問〉                                                             | [ 173 ] [ 174 ]                 |
| 昇格SP | 9月15日 | - YOU - 門脇麦 - 加納（Aマッソ）                                                                                       | 〈女の数々の疑問〉                                                             | [ 8 ] [ 175 ]                   |
| 昇格SP | 9月15日 | - せいや（霜降り明星） - 内海崇（ミルクボーイ） - 立川談笑                                                             | 〈ちいかわ大好きおじさん〉                                                     | [ 8 ] [ 175 ]                   |
| 昇格SP | 9月15日 | - 秋山竜次（ロバート） - 小籔千豊                                                                                      | 〈絶品カヌレでご挨拶〉                                                         | [ 8 ] [ 175 ]                   |
| EP71   | 9月20日 | - あいなぷぅ（パーパー） - 伊織もえ                                                                                    | 〈恋愛マンガで吉住をキュン〉                                                   | [ 176 ] [ 177 ]                 |
| EP72   | 9月27日 | - YOU - 門脇麦 - 加納（Aマッソ） - 小籔千豊 - 秋山竜次（ロバート）                                                     | 〈未公開トーク・女の数々の疑問／絶品カヌレでご挨拶〉                           | [ 178 ] [ 179 ]                 |

### スーパーバラバラ大作戦時代
| 回数 | 放送日   | ゲスト                                                           | 放送内容 寄り添う対象／〈他〉 | 脚注                   |
| ---- | -------- | ---------------------------------------------------------------- | ----------------------------- | ---------------------- |
| EP73 | 10月4日  | - 荒川（エルフ） - あの - 朝日奈央                               | 〈女の数々の疑問〉            | [ 10 ] [ 180 ] [ 181 ] |
| EP74 | 10月11日 | - ぱーてぃーちゃん                                               | すがちゃんの推し              | [ 182 ] [ 183 ]        |
| EP75 | 10月18日 | - 板倉俊之（インパルス） - 峯岸みなみ                            | 〈芸人脚本ドラマ〉            | [ 186 ] [ 187 ]        |
| EP76 | 11月1日  | - 風間俊介                                                       | 風間俊介の“考えすぎ”          | [ 188 ] [ 189 ]        |
| EP77 | 11月8日  | - 加納（Aマッソ） - 森香澄                                       | 〈女の数々の疑問〉            | [ 190 ] [ 191 ]        |
| EP78 | 11月15日 | - 関有美子 - 宮田俊哉（Kis-My-Ft2） - 森本晋太郎（トンツカタン） | 〈拝啓、中の人〉              | [ 192 ] [ 193 ]        |
| EP79 | 11月22日 | - 関有美子 - 宮田俊哉（Kis-My-Ft2） - 森本晋太郎（トンツカタン） | 〈拝啓、中の人〉              | [ 194 ] [ 195 ]        |
| EP80 | 12月6日  | - 村上（マヂカルラブリー） - 山添寛（相席スタート）              | 〈推し店グルメ〉              | [ 196 ] [ 197 ]        |
| EP81 | 12月13日 | - MISATO ANDO - 荒川（エルフ）                                   | ストリップ                    | [ 198 ] [ 199 ]        |

| 回数  | 放送日  | ゲスト | 放送内容 寄り添う対象／〈他〉                  | 脚注                           |
| ----- | ------- | --- | ---------------------------------------------- | ------------------------------ |
| EP82  | 1月10日 | - 向井慧（パンサー） - 井口浩之（ウエストランド） - 加納（Aマッソ）                                                                              | 〈クイズふまんだらけ〉                         | [ 200 ] [ 201 ]                |
| EP83  | 1月17日 | - 三上悠亜 - ゆうちゃみ - 森香澄 | 〈女の数々の疑問〉                             | [ 202 ] [ 203 ]                |
| EP84  | 1月31日 | - ゆうちゃみ | 〈あなたの人生何点？〉                         | [ 204 ] [ 205 ]                |
| EP85  | 2月7日  | - 斎藤司（トレンディエンジェル） - 与那嶺瑠唯（THE RAMPAGE from EXILE TRIBE） - コカドケンタロウ（ロッチ）                                       | Stray Kids                                     | [ 206 ] [ 207 ] [ 208 ]        |
| EP86  | 2月14日 | - 向井慧（パンサー） - 坂井良多（鬼越トマホーク） - お見送り芸人しんいち - 井口浩之（ウエストランド）                                            | 〈ふまんだらけ〉                               | [ 209 ] [ 210 ]                |
| EP87  | 2月21日 | - でか美ちゃん - 磯山さやか - 森香澄 - 長谷川忍（シソンヌ）                                                                                      | グラビア                                       | [ 211 ] [ 212 ]                |
| EP88  | 3月6日  | - えなこ - 田中美久 - MINAMO | 〈女の数々の疑問〉                             | [ 213 ] [ 214 ]                |
| EP89  | 3月13日 | - 野田クリスタル（マヂカルラブリー） - 中川翔子 - 平尾帆夏（日向坂46）                                                                           | 〈拝啓、中の人〉                               | [ 215 ] [ 216 ] [ 217 ]        |
| EP90  | 3月20日 | - ガク（真空ジェシカ） - 鈴木新彩（テレビ朝日アナウンサー）                                                                                      | 乃木坂46                                       | [ 218 ] [ 219 ] [ 220 ]        |
| EP91  | 4月3日  | - ガク（真空ジェシカ） - 鈴木新彩（テレビ朝日アナウンサー）                                                                                      | 乃木坂46                                       | [ 221 ] [ 222 ] [ 223 ]        |
| EP92  | 4月10日 | - 峯岸みなみ - 久代萌美 - 信子（ぱーてぃーちゃん）                                                                                               | 〈女の数々の疑問〉                             | [ 224 ] [ 225 ]                |
| EP93  | 4月17日 | - 柏木由紀（AKB48） - 松井珠理奈 - 松村沙友理 | 〈女の数々の疑問〉                             | [ 226 ] [ 227 ] [ 228 ]        |
| EP94  | 5月1日  | - 朝日奈央 - YOU | 〈あなたの人生何点？〉                         | [ 237 ] [ 238 ]                |
| EP95  | 5月8日  | - ニシダ（ラランド） - 信子（ぱーてぃーちゃん） - 河井ゆずる（アインシュタイン）                                                                 | 〈AV設定グランプリ〉                           | [ 239 ] [ 240 ]                |
| EP96  | 5月15日 | - 中谷（マユリカ） - 辻（ニッポンの社長） - 田村保乃（櫻坂46）                                                                                   | 〈拝啓、中の人〉                               | [ 241 ] [ 242 ]                |
| EP97  | 5月22日 | - 藤田ニコル - ゆうちゃみ - 荒川（エルフ） | 〈女の数々の疑問〉                             | [ 243 ] [ 244 ]                |
| EP98  | 6月5日  | - 向井慧（パンサー） - 山添寛（相席スタート） - 永野 - 井口浩之（ウエストランド）                                                                | 〈ふまんだらけ〉                               | [ 245 ] [ 246 ]                |
| EP99  | 6月12日 | - 三上悠亜 - 森香澄 - 矢口真里 | 〈女の数々の疑問〉                             | [ 247 ] [ 248 ]                |
| EP100 | 6月19日 | - 森田ひかる（櫻坂46） - 栗原恵 - 髙比良くるま（令和ロマン）                                                                                     | ハイキュー!!                                   | [ 249 ] [ 250 ]                |
| EP101 | 7月3日  | - 森田ひかる（櫻坂46） - 栗原恵 - 髙比良くるま（令和ロマン）                                                                                     | ハイキュー!!                                   | [ 251 ] [ 252 ]                |
| EP102 | 7月10日 | - 向井慧（パンサー） - お見送り芸人しんいち - 福田麻貴（3時のヒロイン） - 井口浩之（ウエストランド）                                             | 〈ふまんだらけ〉                               | [ 253 ] [ 254 ]                |
| EP103 | 7月17日 | - 大島麻衣 - 紗倉まな - 薄幸（納言） | 〈女の数々の疑問〉                             | [ 255 ] [ 256 ]                |
| EP104 | 7月31日 | - 宮舘涼太（Snow Man） | Snow Man                                       | [ 257 ] [ 258 ]                |
| EP105 | 8月7日  | - 宮舘涼太（Snow Man） | Snow Man                                       | [ 259 ] [ 260 ]                |
| EP106 | 8月14日 | - 熊田曜子 - たけうちほのか - 優木まおみ | 〈女の数々の疑問〉                             | [ 261 ] [ 262 ]                |
| EP107 | 8月21日 | - MINAMO - 山添寛（相席スタート） - 小籔千豊 | 〈あるある？偏見？〜あくまで個人の見解です〜〉 | [ 263 ] [ 264 ] [ 265 ]        |
| EP108 | 9月4日  | - ダレノガレ明美 - 菊地亜美 - 村重杏奈 | 〈女の数々の疑問〉                             | [ 266 ] [ 267 ]                |
| EP109 | 9月11日 | - 髙比良くるま（令和ロマン） - せいや（霜降り明星） - 小宮浩信（三四郎） - 三上悠亜                                                              | 〈あるある？偏見？〜あくまで個人の見解です〜〉 | [ 268 ] [ 269 ]                |
| EP110 | 9月18日 | - お見送り芸人しんいち - 新山（さや香） - 阪本（マユリカ） - 向井慧（パンサー） - 井口浩之（ウエストランド） - 髙比良くるま（令和ロマン） - 永野 | 〈最終回ふまんだらけSP〉                       | [ 14 ] [ 270 ] [ 271 ] [ 272 ] |

## ネット局と放送時間

### バラバラ大作戦時代
| 放送対象地域 | 放送局                 | 系列           | 放送日時                                                    | 放送期間                                           | ネット状況 | 備考                                                                   |
| ------------ | ---------------------- | -------------- | ----------------------------------------------------------- | -------------------------------------------------- | ---------- | ---------------------------------------------------------------------- |
| 関東広域圏   | テレビ朝日（EX）       | テレビ朝日系列 | 水曜 2:16 - 2:36（火曜深夜） ↓ 水曜 2:13 - 2:30（火曜深夜） | 2022年4月6日（5日深夜）- 2023年9月27日（26日深夜） | 制作局     | 放送時間変更日あり（#ゲストと放送内容の放送日欄に「*」付注釈で記載）。 |
| 山口県       | 山口朝日放送（yab）    | テレビ朝日系列 | 火曜 11:15 - 11:35                                          | 2022年10月4日 - 不明                               | 遅れネット | [ 277 ] [ 278 ] [ 279 ] [ 注 33 ]                                      |
| 静岡県       | 静岡朝日テレビ（SATV） | テレビ朝日系列 | 水曜 1:23 - 1:45（火曜深夜）                                | 2023年8月23日（22日深夜） - 不明                   | 遅れネット | [ 283 ] [ 284 ]                                                        |

#### 単発・不定期放送など
- 宮崎県・テレビ宮崎（UMK、フジテレビ系列・日本テレビ系列・テレビ朝日系列） - 土曜や日曜の日中を中心に不定期放送[285][286][287][288]。
- 近畿広域圏・朝日放送テレビ（ABC TV、テレビ朝日系列）- 2023年9月22日 11:23 - 11:42 に放送（放送回不明）[289]。

### スーパーバラバラ大作戦時代
| 放送対象地域   | 放送局                 | 系列           | 放送日時                     | ネット状況 | 備考                                                                   |
| -------------- | ---------------------- | -------------- | ---------------------------- | ---------- | ---------------------------------------------------------------------- |
| 関東広域圏     | テレビ朝日（EX）       | テレビ朝日系列 | 水曜 0:15 - 0:45（火曜深夜） | 制作局     | 放送時間変更日あり（#ゲストと放送内容の放送日欄に「*」付注釈で記載）。 |
| 青森県         | 青森朝日放送（ABA）    | テレビ朝日系列 | 水曜 0:15 - 0:45（火曜深夜） | 同時ネット | [ 290 ]                                                                |
| 岩手県         | 岩手朝日テレビ（IAT）  | テレビ朝日系列 | 水曜 0:15 - 0:45（火曜深夜） | 同時ネット | [ 291 ] [ 292 ]                                                        |
| 秋田県         | 秋田朝日放送（AAB）    | テレビ朝日系列 | 水曜 0:15 - 0:45（火曜深夜） | 同時ネット | [ 293 ]                                                                |
| 山形県         | 山形テレビ（YTS）      | テレビ朝日系列 | 水曜 0:15 - 0:45（火曜深夜） | 同時ネット | [ 294 ]                                                                |
| 福島県         | 福島放送（KFB）        | テレビ朝日系列 | 水曜 0:15 - 0:45（火曜深夜） | 同時ネット | [ 295 ]                                                                |
| 新潟県         | 新潟テレビ21（UX）     | テレビ朝日系列 | 水曜 0:15 - 0:45（火曜深夜） | 同時ネット | [ 296 ]                                                                |
| 長野県         | 長野朝日放送（abn）    | テレビ朝日系列 | 水曜 0:15 - 0:45（火曜深夜） | 同時ネット | [ 297 ]                                                                |
| 静岡県         | 静岡朝日テレビ（SATV） | テレビ朝日系列 | 水曜 0:15 - 0:45（火曜深夜） | 同時ネット | [ 298 ]                                                                |
| 福岡県         | 九州朝日放送（KBC）    | テレビ朝日系列 | 水曜 0:15 - 0:45（火曜深夜） | 同時ネット | [ 299 ]                                                                |
| 石川県         | 北陸朝日放送（HAB）    | テレビ朝日系列 | 水曜 0:15 - 0:48（火曜深夜） | 遅れネット | 制作局とほぼ同じ時間帯だが遅れネットで放送。                           |
| 香川県・岡山県 | 瀬戸内海放送（KSB）    | テレビ朝日系列 | 日曜 1:00 - 1:30（土曜深夜） | 遅れネット | [ 304 ] [ 注 34 ]                                                      |

#### 単発・不定期放送など
- 宮城県・東日本放送（khb、テレビ朝日系列）- 2023年度下期の金曜未明（木曜深夜）に不定期放送[309][310][311]。
- 近畿広域圏・朝日放送テレビ（ABC TV、テレビ朝日系列）- 2023年10月27日 1:38 - 2:14（26日深夜）にEP73を放送[312]、2024年7月21日 1:10 - 1:40（20日深夜）に放送（放送回不明）[313]。
- 広島県・広島ホームテレビ（HOME、テレビ朝日系列）- 2024年4月22日 0:30 - 1:03（21日深夜）に放送（放送回不明）[314]。
- 長崎県・長崎文化放送（NCC、テレビ朝日系列）- 2023年度下期の月曜未明（日曜深夜）に不定期放送[315][316][317][318]。
- 大分県・大分朝日放送（OAB、テレビ朝日系列）- 2023年度下期の月曜 0:25 - 0:55（日曜深夜）に放送[319][320][321][322][323]、2024年度上期に不定期放送[324][325][326]。

## テーマソング
- 佐藤千亜妃『S.S.S.』[327]

## スタッフ
出典：
- ナレーター：田中萌（テレビ朝日アナウンサー）[329][330]
- 構成：町田裕章、興津豪乃、植田将崇
- リサーチ：木村友香
- カメラ：橋口和利
- 照明：竹内美緒
- 編集：田村友里絵、吉川依里
- MA：大杉樹里杏
- 音効：田尻夕
- 美術進行：奥田裕美
- セットデザイン：浜野恭平（以前はデザイン）
- CG：長谷川大、生駒良太
- 宣伝：下惠子
- 編成：米川宝、沢登孝介
- 撮影協力：TSP、テレビ朝日サービス、テレビ朝日クリエイト、東京オフラインセンター、LOOP、テレテック
- 音楽協力：テレビ朝日ミュージック
- アートディレクション：KLOKA[331][332]、雨宮沙月[333]
- 制作協力：イースト（旧イースト・ファクトリー）
- AP：磯崎ちえ、藤田朱里
- ディレクター：新開嘉見、後藤孝道、林拓哉、野崎由佳、田中十萌、谷川孟、大江悠司
- 演出：金成吾、小宮泰也（イースト）
- プロデューサー：梅原萌（イースト）
- プロデューサー・ディレクター：小山テリハ[334]
- ゼネラルプロデューサー：小島健嗣
- エグゼクティブプロデューサー：加地倫三
- 制作：テレビ朝日ビジネスソリューション本部 コンテンツ編成局第1制作部
- 制作著作：テレビ朝日

### 過去のスタッフ
- 構成︰下江すなお
- 編成：熊谷和也、泉良樹
- 宣伝：石田京子、佐々木麻衣
- AP：海老沢まどか（D.Walker）、藤谷怜奈
- ディレクター：中野亮太、松本夏（D.Walker）、門脇大志